# Hussein Kuli Khan Nawab

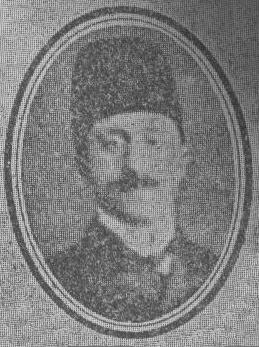
Hussein Kuli Chan

Hussein Kuli Khan Nawab (* 1864; † 1946), genannt Sadr es-Saltaneh, war ein persischer Außenminister und Botschafter.

## Leben
Haddsch Hussein Kuli Khan Nawab war der siebte Sohn von Mirza Agha-Khan Sadr-Azam Nouri, Ministerpräsident von 1851 bis 1857 unter Nāser ad-Din Schāh.
1886 war er Generalkonsul in Bombay und wurde Gesandter in Washington.
1903 wurde Hussein Kuli Khan Nawab Botschaftssekretär in London und wurde als Companion in den Order of the Bath, Civil Division, aufgenommen.
Von 1910 bis 1911 war Hussein Kuli Khan Nawab persischer Außenminister. Am 16. Oktober 1910 übermittelte die britische Regierung der Persischen ein Ultimatum, dass diese binnen drei Monaten die Handelswege am persischen Golf zur Zufriedenheit von George V. sichern möge, oder andernfalls eine 1000 bis 1200 Mann starke Polizeitruppe unter britisch-indischer Führung dort intervenieren werde, die mit einer zehnprozentigen Erhöhung der Importzölle in persischen Häfen und in der Provinz Fars finanziert werde. Hussein Kuli Khan Nawab beantwortete diesen angedrohten Eingriff in die Souveränität Persiens mit dem höflichen Hinweis darauf, dass trotz der angeblichen Unsicherheit der Handelswege das Importvolumen nach Persien im Vorjahr um zehn Prozent gestiegen sei. Der Vorgang führte zur Gründung der Persischen Gendarmerie.
Ab 7. Januar 1915 war Hussein Kuli Khan Nawab Gesandter bei Friedrich August III. von Sachsen.